# Armamar
Armamar es una villa portuguesa perteneciente al distrito de Viseu, en la región de Trás-os-Montes (Norte) y la comunidad intermunicipal Duero, con cerca de 1200 habitantes. Es sede de un municipio con 112,24 km² de área y 5280 habitantes (2021), subdividido en 14 freguesias. 
En 1639, fue reforzado con la institución del Condado de Armamar en favor de Rui de Matos de Noronha, privilegio concedido por el Rey Filipe IV de España como pago por los servicios prestados a la Corona por su tío el Arzobispo de Braga D. Sebastião de Matos de Noronha.

## Geografía
El municipio limita al norte con Peso da Régua, al noreste con Sabrosa, al este con Tabuaço, al sureste con Moimenta da Beira, al suroeste con Tarouca y al oeste con Lamego.

## Demografía
| Gráfica de evolución demográfica de Armamar entre 1864 y 2021 |
|                                                               |
| Datos según el nomenclátor publicado por el INE portugués.    |

## Freguesias
Las freguesias de Armamar son las siguientes:
- Aldeias
- Aricera e Goujoim
- Armamar
- Cimbres
- Folgosa
- Fontelo
- Queimada
- Queimadela
- Santa Cruz
- São Cosmado
- São Martinho das Chãs
- São Romão e Santiago
- Vacalar
- Vila Seca e Santo Adrião